# Карл Кюте
Карл Кюте (нім. Karl Küthe; 27 червня 1880, Гемміггаузен — 30 березня 1952, Вальдек) — німецький військовий чиновник, генерал-штабсінтендант вермахту.

## Біографія
В 1905 році вступив в армію. З 1 березня 1912 року — асистент військової інтендантури при головнокомандуванні 7-го армійського корпусу. З 2 серпня 1914 року — інтендант 14-ї, з 19 грудня 1915 року — 101-ї піхотної дивізії, з 26 вересня 1916 року — німецький військ при 1-й болгарській армії. З 10 листопада 1917 року — польовий інтендант 62-го командування особливого призначення. З 1919 року — інтендант фрайкору «Люттвіц». З 1 квітня 1920 року — старший урядовий радник відділу V1, з 1 лютого 1928 року — начальник відділу Імперського військового міністерства. З 4 лютого 1938 року — начальник центрального відділу Загального управління сухопутних військ ОКГ. В 1944 році відправлений в резерв ОКГ. 31 грудня 1944 року звільнений у відставку.

## Звання
- Асистент військової інтендантури (1 березня 1912)
- Радник інтендантури (9 жовтня 1916)
- Старший урядовий радник (1 квітня 1920)
- Міністерський радник (1 вересня 19250
- Міністерський диригент (31 березня 1936)
- Генерал-штабсінтендант (1 квітня 1937)

## Нагороди
- Залізний хрест 2-го і 1-го класу
- Почесний хрест ветерана війни з мечами (1934)
- Пам'ятна військова медаль (Угорщина) з мечами
- Медаль за участь у Європейській війні (1915—1918) з мечами (Третє Болгарське царство)
- Медаль «За вислугу років у Вермахті» 4-го, 3-го, 2-го і 1-го класу (25 років; 2 жовтня 1936) — отримав 4 нагороди одночасно.
- Хрест Воєнних заслуг 2-го і 1-го класу з мечами